# 诺伊恩基兴 (梅克伦堡湖区县)
诺伊恩基兴（德語：Neuenkirchen）是德国梅克伦堡-前波美拉尼亚州的市镇，隶属于梅克伦堡湖区县，总面积为23.08平方千米，截至2020年总人口为1123人。